# Bell 407

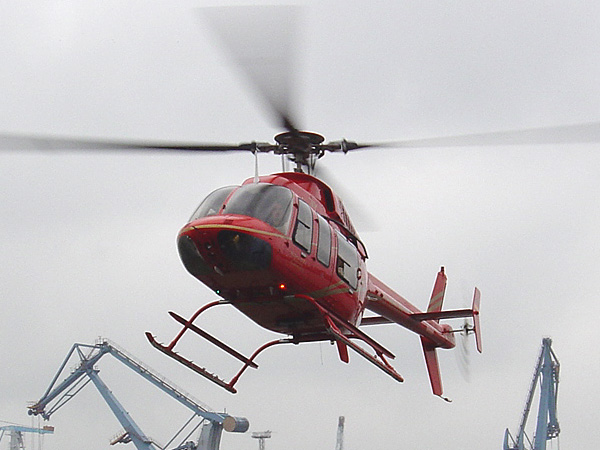
Bell 407 presso l'Harbour Temporary Heliport di Amburgo, Germania.

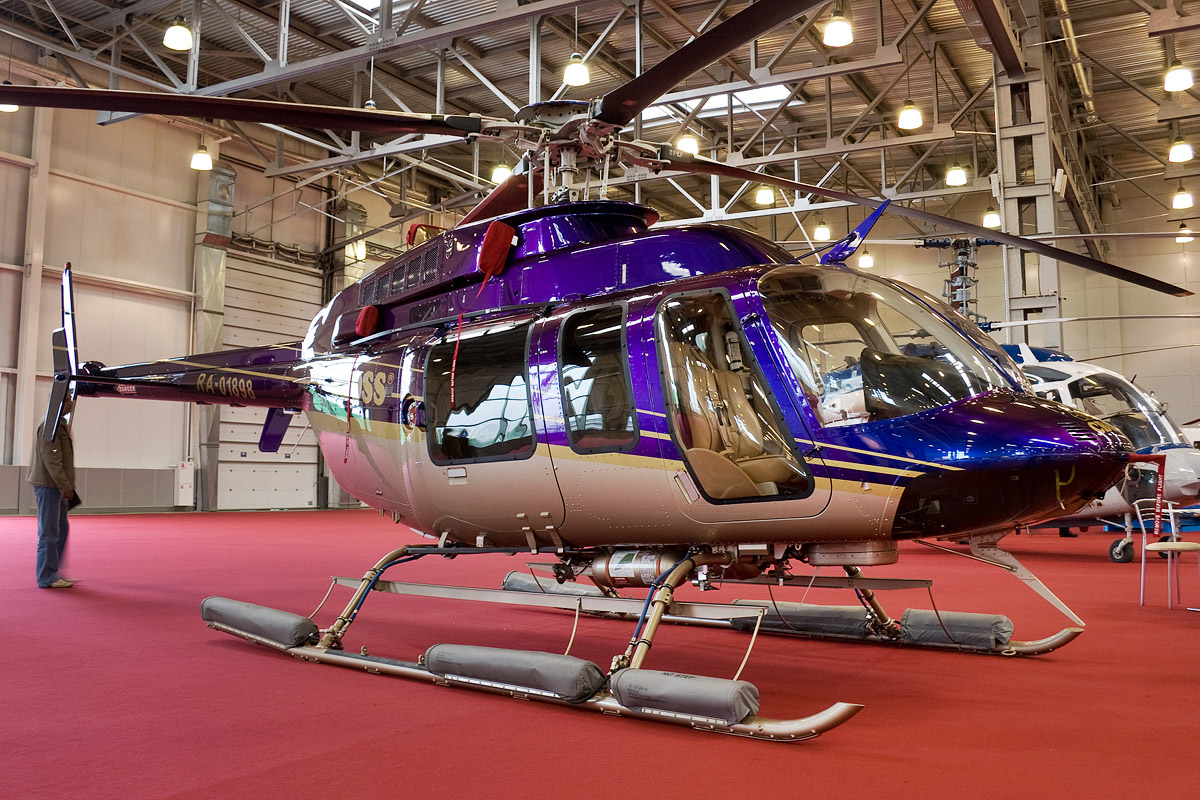
Bell 407 all'HeliRussia 2008.

Il Bell 407 è un elicottero leggero monomotore, con rotore quadripala, da cui il 4 della sigla, per distinguerlo dalla serie 200 con rotore bipala e sviluppato dal precedente Bell 206L-4 LongRanger.

## Storia
Nel 1993 la Bell Helicopter Textron decise di sviluppare un nuovo elicottero leggero utility monomotore derivato dal Bell 206 LongRanger. Il primo prototipo volò il 21 aprile 1994, presso gli stabilimenti Bell a Mirabel, in Canada. Si trattava di un Bell 206L-4 modificato, col trave di coda e i sistemi dinamici del Bell OH-58D, un cockpit di nuova generazione e la cabina allargata di 18 pollici, in grado di ospitare 6 passeggeri, oltre al pilota. La propulsione era affidata al turboalbero Allison 250-C47B, dotato di FADEC.
Dopo due anni di collaudi, il 9 febbraio 1996, il Bell 407 ottenne la certificazione da parte del Transport of Canada e successivamente, il 23 febbraio, da parte della FAA. Durante l'Heli-Expo del 1996 a Dallas, ci furono le prime consegne ai clienti di lancio Niagara Helicopters, Petroleum Helicopters e Greenlandair.
Dopo un solo anno dall'inizio delle consegne, la produzione superò le 140 unità e, nel novembre 2003, si superò il milione di ore volate.

### Bell 407T
La Bell studiò lo sviluppo della variante biturbina, denominata Bell 407T. Tuttavia l'idea venne abbandonata, in favore della progettazione di un elicottero completamente nuovo, il Bell 427.

### Bell 417 / Eagle 407 HP
Nel febbraio del 2006 venne presentato il progetto Bell 417. Si trattava essenzialmente di un 407 con una turbina Honeywell HTS900 da circa 1000 shp. Il progetto venne cancellato l'anno seguente, ma in seguito la ditta canadese Eagle propose una modifica post market, prevedendo l'installazione della Honeywell HTS900 al posto della Allison 250-C47.

## Impiego
Il Bell 407 è tutt'oggi in produzione e viene prevalentemente utilizzato per antincendio, polizia, elisoccorso, off-shore, voli turistici, lavoro aereo, trasporto passeggeri, riprese TV.
Per le performance, stabilità del rotore, e portata in quota viene considerato dalla ditta AirZermat insieme al Bell 429 e 412, preferibili ad altri elicotteri della stessa categoria per operazioni di soccorso in quota e missioni fino 6000m.
A partire da un Bell 407, la Northrop Grumman Corporation, ha creato il drone MQ-8C Fire Scout.

## Utilizzatori

### Governativi
Bangladesh
- Rapid Action Battalion of the Bangladesh Police

2 Bell 407 in servizio al novembre 2021.
 Polonia
- Lotnictwo Policja

3 Bell 407GXi ordinati a gennaio 2019 e consegnati, il primo esemplare il 6 dicembre 2019, il secondo ed il terzo rispettivamente il 5 ed il 7 settembre 2020. Ulteriori 4 Bell 407GXi ordinati il 23 febbraio 2023.
 Stati Uniti
- New York State Police

3 Bell 407 in servizio al marzo 2025.

### Militari
Argentina
- Ejército Argentino

3 Bell 407GXi selezionati a febbraio 2023, e ordinati il giugno successivo. Primi due esemplari arrivati nel paese a dicembre 2024 e consegnati ad aprile 2025.
- Fuerza Aérea Argentina

3 Bell 407GXi ordinati a febbraio 2023. Primo esemplare consegnato il 25 ottobre 2023.
 Bangladesh
- Bānglādēśh Sēnābāhinī

2 Bell 407GXi ordinati nel 2020 e consegnati ad agosto 2021. Ulteriori 5 esemplari ordinati ad aprile 2024.
 El Salvador
- Fuerza Aérea Salvadoreña

1 Bell 407 ed in servizio al settembre 2019.
 Emirati Arabi Uniti
- Al-Imarat al-'Arabiyya al-Muttahida

14 Bell 407 consegnati e tutti in servizio all'ottobre 2019.
 Giamaica
- Jamaica Defence Force Air Wing

4 Bell 407 consegnati, 3 in servizio all'ottobre 2020.
 Guatemala
- Fuerza Aérea Guatemalteca

2 Bell 407GX in servizio dal 2015. Un ulteriore Bell 407GX, ordinato a gennaio 2025, sarà consegnato entro la fine dello stesso anno.
 Iraq
- Al-Quwwat al-Barriyya al-ʿIrāqiyya

3 Bell 407 da addestramento consegnati nel 2010. 24 IA-407 per ricognizione armata consegnati nel 2012-2013. 5 Bell 407GX ordinati ad ottobre 2018 per compensare i 7 IA-407 che sono stati persi sul campo di battaglia negli ultimi anni. Simili a questi, i nuovi elicotteri saranno dotati di mitragliatrici FN Herstal M240 da 7,62 mm, M3P da 12,7 mm, General Electric GAU-19 Gatling da 12,7 mm e lanciamissili M260 da 70 mm configurati per il sistema avanzato di armi di precisione KE Systems (APKWS). I sistemi e le altre apparecchiature includono, torretta MX-15Di dotata do sensore elettro-ortico/infrarosso, sistemi di erogazione di contromisure AN/ALE-47, night vision goggle (NVG), corazzatura e sistemi di scarico con soppressori IR.
 Messico
- Fuerza Aérea Mexicana

15 Bell 407GX consegnati tra il 2014 ed il 2015, 14 in servizio al dicembre 2023, in quanto un esemplare è andato perso in un incidente a novembre 2017.
 Paraguay
- Fuerza Aérea Paraguaya

1 Bell 407 Donato da Taiwan a novembre 2019.

## Elicotteri comparabili
- Agusta A-119 Koala
- Eurocopter AS-350
- Eurocopter EC-130
- MD Helicopters MD-600N